# Ди Венанцо, Джанни
Джа́нни Ди Вена́нцо (итал. Gianni di Venanzo; 18 декабря 1920, Терамо, Абруцци — 3 февраля 1966, Рим) — итальянский кинооператор.

## Биография
Работал ассистентом оператора в фильмах Лукино Висконти «Одержимость» (1943) и «Земля дрожит» (1948), а также на фильмах Витторио Де Сика и Джузеппе Де Сантиса. 
В 1950—1960-х годах как самостоятельный кинооператор сотрудничал с крупнейшими итальянскими режиссёрами и рядом зарубежных мастеров.
Умер 3 февраля 1966 года в Риме от гепатита.

## Избранная фильмография
- Achtung! Бандиты! (1951, Карло Лидзани)
- Момент истины (1952, Жан Деланнуа)
- Подруги (1955, Микеланджело Антониони)
- Крик (1957, М. Антониони, премия Серебряная лента)
- Закон есть закон (1958, Кристиан-Жак)
- Злоумышленники неизвестны (1958, Марио Моничелли)
- Ночь (1961, М. Антониони)
- Сальваторе Джулиано (1962, Франческо Рози, премия Серебряная лента)
- Затмение (1962, М. Антониони)
- Ева (1962, Джозеф Лоузи)
- Восемь с половиной (1963, Федерико Феллини, премия Серебряная лента)
- Руки над городом (1963, Франческо Рози)
- Василиски (1963, Лина Вертмюллер)
- Невеста Бубе (1963, Луиджи Коменчини)
- Джульетта и духи (1965, Ф. Феллини, премия Серебряная лента)
- Приманка (1967, Джозеф Лео Манкевич, посмертно)

## Признание
Пятикратный лауреат премии Серебряная лента Национального синдиката киножурналистов.